# Konrad von Reisberg

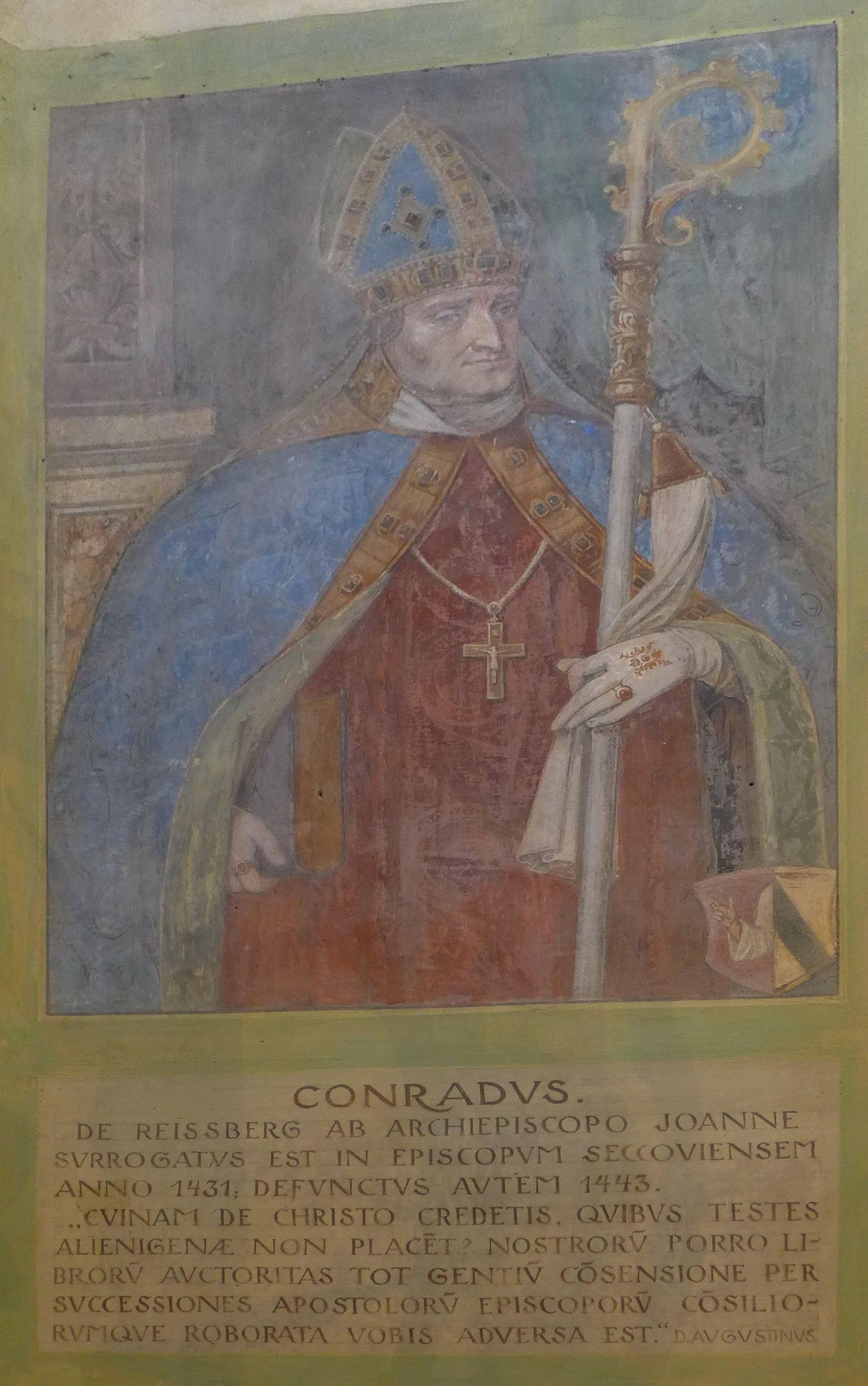
Halbfigurenportrait Bischof Konrad von Reisberg, Basilika Seckau, Bischofskapelle (Darstellung um 1595)

Konrad von Reisberg († 8. Juni 1443) war Bischof von Seckau.
Konrad von Reisberg entstammte einem Kärntner Adelsgeschlecht und war mit dem Salzburger Erzbischof Johann II. von Reisberg verwandt. Konrad war Diakon der Diözese Salzburg und Pfarrer von Veitsberg bei Leoben. Er nahm am Konstanzer Konzil teil und wurde dort 1418 mit der Pfarrei providiert, kurz darauf erhielt er die Priesterweihe. Bereits eine Woche nach dem Tod des Seckauer Bischofs Ulrich von Albeck wurde er durch den Salzburger Erzbischof Johann von Reisberg zu dessen Nachfolger ernannt und geweiht.
Seine familiären Beziehungen verschafften ihm auch noch das Salzburger Archidiakonat der Niederen Mark. 1435 stellte Herzog Friedrich IV. die Kirche von Seckau unter seinen besonderen Schutz. Konrad von Reisberg starb im Jahre 1443, er wurde vermutlich im Dom von Seckau beigesetzt, sein Grab ist jedoch nicht mehr erhalten.